# Groupe fondamental
Pour les articles homonymes, voir Groupe de Poincaré.
En mathématiques, et plus spécifiquement en topologie algébrique, le groupe fondamental, ou groupe de Poincaré, est un invariant topologique. Le groupe fondamental d'un espace topologique pointé (X, d) est, par définition, l'ensemble des classes d'homotopie de lacets (chemins fermés) de X de base d. C'est un groupe dont la loi de composition interne est induite par la concaténation (juxtaposition) des arcs.
L'examen des groupes fondamentaux permet de prouver que deux espaces particuliers ne peuvent être homéomorphes (c'est-à-dire topologiquement équivalents). Le groupe fondamental permet de classifier les revêtements d'un espace connexe par arcs, à un isomorphisme près.
Une généralisation des groupes fondamentaux est la suite des groupes d'homotopie supérieurs. Pour cette raison, le groupe fondamental est aussi appelé premier groupe d'homotopie.
Le groupe fondamental fut introduit par Henri Poincaré dans la douzième section de son article Analysis Situs, paru en 1895 et annoncé dans une note aux Comptes rendus de l'Académie des sciences, parue en 1892.

## Définition intuitive à travers l'exemple du tore

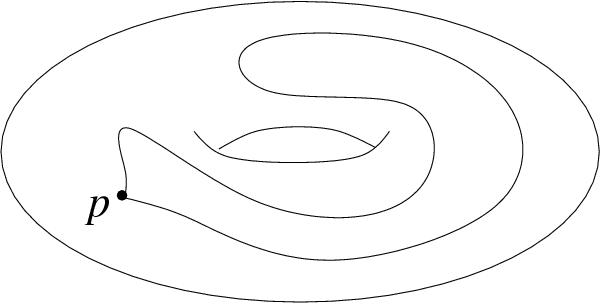
Un lacet de base p sur le tore bidimensionnel.

Tout d'abord, familiarisons-nous avec l'idée du groupe fondamental à travers l'exemple du tore bidimensionnel (qu'on peut se représenter comme étant la surface d'un donut ou d'une bouée). On fixe sur le tore un point de départ p.
À partir de ce point, on peut construire des lacets, i.e des courbes fermées, qui partent du point p, « se promènent » sur le tore et qui reviennent au point de départ. Imaginons que les lacets soient faits à partir de caoutchouc comme un élastique et qu'il soit ainsi possible de les étirer, les déformer de telle manière que le point de départ et le point d'arrivée soient toujours p et que les lacets se déplacent toujours sur le tore. Une telle déformation s'appelle une homotopie : on dit que deux lacets qui peuvent s'obtenir l'un à partir de l'autre par une homotopie sont homotopiquement équivalents. Ce sont les lacets à déformation près qui nous intéressent : on regroupe donc les lacets dans des classes d'homotopie. Le groupe fondamental du tore est l'ensemble des différentes classes d'homotopie des lacets.

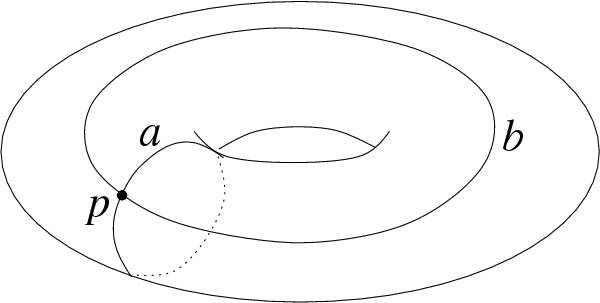
a et b ne sont pas homotopiquement équivalents.

Dans la figure ci-contre, les lacets a et b ne sont pas homotopiquement équivalents : on ne peut obtenir l'un en déformant continûment le second sans le « déchirer » à un moment, ils représentent deux éléments distincts du groupe fondamental. On obtient d'autres classes d'homotopie en faisant tourner les lacets plusieurs fois autour du trou.

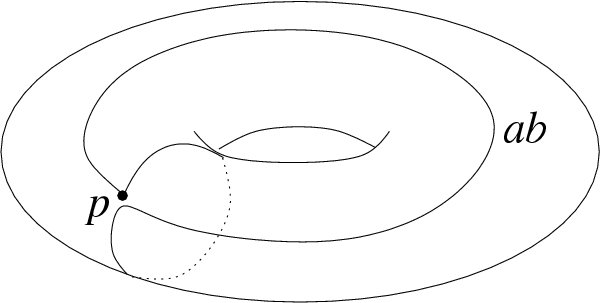
Composé de deux lacets.

Comme son nom l'indique, le groupe fondamental n'est pas un simple ensemble, il est muni d'une structure de groupe : la loi de composition interne est celle qui à deux lacets associe un troisième lacet obtenu en parcourant le premier puis le second (il n'y a pas de problèmes de définition puisque les lacets commencent et terminent avec le même point p). L'élément neutre du groupe fondamental est la classe d'homotopie du lacet qui reste au point p. On obtient un élément inverse en parcourant les lacets d'une classe d'homotopie dans le sens contraire.

## Définition

### Classe d'équivalence de lacets
Soit X un espace topologique. Un arc continu est une application continue γ : [0 1] → X.
Soit p un point fixé dans X. Un lacet basé en p est un arc continu vérifiant de plus γ(0) = γ(1) = p. Il peut s'interpréter comme une application continue du cercle unité S1 dans X qui envoie 1 sur p.
Deux lacets γ0 et γ1 sont dits homotopes s'il existe une homotopie de l'un vers l'autre, c'est-à-dire une application continue H : [0 1]2 → X telle que :
- {\displaystyle \forall t\in [0,1],\,H(t,0)=\gamma _{0}(t)}
- {\displaystyle \forall t\in [0,1],\,H(t,1)=\gamma _{1}(t)}
- {\displaystyle \forall x\in [0,1],\,H(0,x)=p=H(1,x).}

La dernière condition exprime que pour x fixé entre 0 et 1, t ↦ H(t, x) est un lacet basé en p.
Autrement dit, deux lacets sont dits homotopes si l'on peut passer continument de l'un à l'autre, à l'image de la figure de droite (le point p est situé en A sur la figure).
Le fait d'être homotopes est une relation d'équivalence entre lacets (basés en p). On notera [γ] la classe d'équivalence d'un lacet γ (aussi appelée classe d'homotopie).
L'ensemble π1(X, p) de ces classes d'équivalences s'identifie à l'ensemble des composantes connexes par arcs de l'espace des lacets basés en p de X (muni de la topologie compacte-ouverte), noté Ω(X, p), et la structure de groupe dont on va le munir ci-dessous provient en fait de la structure de H-groupe de Ω(X, p) :

### Structure de groupe

Composé du lacet bleu et du lacet rouge.

On souhaite donner une structure de groupe à cet ensemble π1(X, p). Si f et g sont deux lacets de X (basés en p), leur juxtaposition, ou composition est le lacet h appelé lacet composé de f et de g ou lacet produit fg, défini par :
{\displaystyle h(t)=\left\{{\begin{matrix}f(2t),&{\mbox{si }}t\in [0,1/2]\\g(2t-1),&{\mbox{si }}t\in [1/2,1]\end{matrix}}\right.}
Intuitivement, c'est le lacet qui parcourt f puis g (chacun deux fois plus rapidement, pour arriver à parcourir le lacet en un temps unité). On notera fg le composé de f et de g. On peut prouver que la classe d'homotopie [fg] ne dépend que de la classe d'homotopie de f, et de celle de g. Ainsi, on peut définir une loi de composition interne sur l'ensemble π1(X, p) des classes d'homotopie des lacets basés en p de X, par [f][g] = [fg], encore appelée juxtaposition.
On peut alors prouver que l'on obtient une structure de groupe sur l'ensemble π1(X, p) :
- la loi de juxtaposition est associative car les lacets (fg)h et f(gh) sont homotopes,
- l'élément neutre est la classe d'homotopie [γ] du lacet trivial γ défini par γ(t) = p pour tout t.
- L'inverse d'un lacet f est simplement le même lacet, mais parcouru dans l'autre sens, c'est-à-dire défini par f−1(t) = f(1 – t).

Le groupe ainsi obtenu est appelé groupe fondamental ou groupe de Poincaré,, ou premier groupe d'homotopie de X basé en p, et est noté π1(X, p).
Si X est un groupe topologique (ou plus généralement un H-espace) d'élément neutre p, le groupe π1(X, p) est abélien et le lacet composé fg est homotope au lacet produit t ↦ f(t)g(t).

### Point base
Examinons le cas particulier où l'espace topologique X est connexe par arcs. Deux groupes fondamentaux basés en deux points p et q (π1(X, p) et π1(X, q)) sont isomorphes. En effet, il existe un chemin γ allant de p à q. On peut donc définir l'application suivante
{\displaystyle [\alpha ]\mapsto [\gamma ][\alpha ][\gamma ]^{-1}}
qui réalise visiblement un isomorphisme du groupe fondamental π1(X, q) vers le groupe fondamental π1(X, p) dont l'isomorphisme réciproque est l'application :
{\displaystyle [\alpha ]\mapsto [\gamma ]^{-1}[\alpha ][\gamma ]}
Ainsi, si X est connexe par arcs, par abus de langage, on parle du groupe fondamental (à un isomorphisme non unique près) de l'espace topologique X, sans préciser le point base, que l'on note π1(X) = π1(X, p). Cependant, l'isomorphisme entre les groupes π1(X, p) et π1(X, q) n'est pas unique et dépend du choix d'un chemin entre p et q . Ainsi on doit se souvenir que le groupe fondamental varie lorsque le point base varie dans l'espace X, les groupes restant toujours isomorphes.
Si X n'est pas connexe par arcs, les groupes fondamentaux de deux composantes connexes, sont différents. Par abus de langage, on parle néanmoins du groupe fondamental d'une composante connexe par arcs, sans préciser le point base, mais on doit se souvenir que le groupe fondamental varie lorsque le point base varie dans la composante connexe par arcs, les groupes restant toujours isomorphes.

## Exemples

### Espaces simplement connexes
Un espace connexe par arcs de groupe fondamental trivial est dit simplement connexe.
Par exemple tout espace contractile (c'est-à-dire qui se rétracte par déformation sur un point) en particulier tout convexe de ℝn, est simplement connexe. La sphère Sn pour n ≥ 2 est aussi simplement connexe.

### Cercle
Le terme de cercle désigne ici un espace homéomorphe à un cercle du plan euclidien, comme le groupe topologique quotient ℝ/ℤ ou comme le cercle unité S1 des nombres complexes de module 1.
- Le groupe fondamental du cercle est isomorphe au groupe ℤ des nombres entiers.

(C'est un cas particulier des groupes d'homotopie des sphères : πn(Sn) = ℤ.)
On considère ici π1(S1, 1), c'est-à-dire que le point de base est 1. On définit un morphisme de groupes μ de ℤ dans π1(S1, 1) qui, à chaque entier m, associe la classe d'un lacet em qui fait |m| tours, dans le sens trigonométrique si m est positif, et dans le sens inverse sinon :
{\displaystyle e_{m}:[0,1]\rightarrow S^{1}\quad e_{m}(t)=\exp(2\mathrm {i} \pi mt).}
C'est bien un morphisme car le lacet composé emen est homotope au lacet produit, égal à em+n.
Pour établir qu'il est bijectif, il faut montrer que le « nombre de tours » est bien défini pour tout lacet et ne dépend que de sa classe d'homotopie, et que tout lacet qui fait m tours est homotope à em.
La non-trivialité du groupe fondamental du cercle est à l'origine de plusieurs démonstrations de théorèmes non triviaux. Un exemple est celui de Borsuk-Ulam qui indique qu'une application continue de la sphère dans le plan possède toujours deux points antipodaux ayant même image. Ce résultat est la clé de la démonstration du théorème du sandwich au jambon qui indique qu'il existe toujours un plan qui divise en deux parties de volumes égaux trois solides bornés et mesurables.

### Espace produit
Si (Xi) est une famille d'espaces connexes par arcs, l'espace produit X = ∏Xi est aussi connexe par arcs donc son groupe fondamental est indépendant du point base choisi dans X. De plus :
Le groupe fondamental de l'espace produit ∏Xi est le produit direct des groupes fondamentaux des Xi.
Cela résulte immédiatement de la propriété universelle du produit : la donnée d'une application continue de Y dans ∏Xi équivaut à celle d'une famille d'applications continues de Y dans chaque Xi, pour tout espace Y, en particulier pour S1 et S1 × [0, 1].
Par exemple, le groupe fondamental du n-tore Tn = (S1)n est isomorphe au groupe abélien libre ℤn.

### Autres exemples
- Le groupe fondamental peut contenir des éléments de torsion : par exemple, le groupe fondamental du plan projectif réel P2(ℝ) est isomorphe à ℤ/2ℤ (voir plus bas).
- Le groupe fondamental n'est pas toujours commutatif : par exemple, le groupe fondamental basé en un point p du plan privé de deux points ℝ2\{a, b}, est isomorphe au groupe libre à deux générateurs F2. Les deux générateurs sont ici des lacets partant de p et faisant chacun le tour d'un des points a ou b.

Théorème
Pour tout groupe G, il existe un espace topologique de groupe fondamental G. On peut en fait trouver un CW-complexe de dimension 2 ou même une variété de dimension 4 (en) si le groupe est de présentation finie.

## Fonction continue et morphisme
Une question naturelle est celle de la compatibilité du groupe fondamental vis-à-vis d'une application continue f. Soient X et Y deux espaces topologiques tels que X soit connexe par arc et f une application continue de X dans Y. La fonction f assure non seulement la connexité de f(X), mais aussi sa connexité par arcs.
De plus la fonction f transforme un lacet de X en un lacet de Y. Soit α un lacet de X, l'application f∘α est bien un lacet de Y. Ce lacet est généralement noté f✻(α).

### Morphisme de groupes fondamentaux induit par une fonction continue
La fonction f induit une application f✻ des lacets de X dans les lacets de Y. Cette application est compatible avec la relation d'équivalence que définit l'homotopie ainsi qu'avec la loi de composition du groupe fondamental.
Si α1 et α2 sont deux lacets de base p, la loi de juxtaposition s'applique. Si les deux lacets sont homotopes par H, alors l'application f∘H est une homotopie entre f✻(α1) et f✻(α2), ce qui montre que l'application f✻ est définie sur le groupe π1(X, p) à valeurs dans le groupe π1(Y, f(p)). De plus :
- L'application f✻, de π1(X, p) dans π1(Y, f(p)), définie par :{\displaystyle \forall [\gamma ]\in \pi _{1}(X,p),\quad f_{*}([\gamma ])=[f\circ \gamma ]}est un morphisme de groupes. Ce morphisme est appelé morphisme induit par l'application f.

Si Z est un autre espace topologique et g une fonction continue de Y dans Z, alors les morphismes se composent :
Il suffit de remarquer que l'application (IdX)✻ est l'identité du groupe π1(X, p) pour conclure que :
- Si f est un homéomorphisme, alors le morphisme de groupes f✻ est un isomorphisme.

Si deux espaces sont connexes par arcs et homéomorphes, leurs groupes fondamentaux sont donc isomorphes. L'isomorphisme n'est en général pas unique.

#### Application: théorème du point fixe de Brouwer en dimension 2
Un exemple d'application des morphismes précédents est le théorème du point fixe de Brouwer. En dimension 2, il se démontre simplement à l'aide de l'étude d'une fonction continue permettant de bâtir un morphisme de groupes fondamentaux. Une définition est utile :
Soit X un espace topologique connexe par arcs et A une partie de X. Une rétraction de X sur A est une application continue de X dans A dont la restriction à A est l'identité. On dit que A est un rétracte de X s'il existe une rétraction de X sur A.
Cette définition permet d'exprimer la proposition suivante, équivalente au théorème du point fixe de Brouwer en dimension 2 :
- Il n'existe pas de rétraction d'un disque sur sa frontière.

Soient B2 le disque et S1 sa frontière. Supposons qu'une telle rétraction, notée F, de B2 sur S1, existe. Notons InjS l'injection canonique de S1 dans B2 et IdS  l'application identité de S1. On aurait alors la contradiction suivante :
{\displaystyle {\text{Id}}_{\mathbb {Z} }=({\text{Id}}_{S})_{*}=(F\circ {\text{Inj}}_{S})_{*}=F_{*}\circ ({\text{Inj}}_{S})_{*}=F_{*}\circ 0=0,}
le fait que le morphisme (InjS)✻ est nul étant justifié par la remarque qu'il est à valeurs dans le groupe fondamental du disque, qui est trivial.
Le théorème de Brouwer indique que toute fonction continue f du disque dans lui-même admet un point fixe. S'il n'en avait pas, il serait aisé de construire une rétraction. On considérerait le segment passant par x et f(x) illustré sur la figure (si x est un élément du disque). Ce segment traverse le disque en un point, plus proche de x que de f(x). Si ce point est l'image par F du point x, alors F est la rétraction recherchée. Une description plus précise est disponible dans l'article détaillé :

### Équivalence d'homotopie
Deux espaces topologiques X et Y sont dits homotopiquement équivalents s'il existe deux applications continues f : X → Y et g : Y → X telles que g∘f est homotope à IdX et f∘g est homotope à IdY.
Si deux espaces sont connexes par arcs et homotopiquement équivalents, leurs groupes fondamentaux sont isomorphes.
Par exemple, un espace homotopiquement équivalent à un espace simplement connexe est simplement connexe.

## Propriétés

### Lien avec le premier groupe d'homologie
Le premier groupe d'homologie d'un espace est la somme directe des premiers groupes d'homologie de chacune de ses composantes connexes par arcs. Un cas particulier du théorème d'Hurewicz relie ces groupes d'homologie des composantes à leurs groupes fondamentaux :
Le premier groupe d'homologie entière d'un espace connexe par arcs est isomorphe à l'abélianisé de son groupe fondamental.

### Groupe fondamental et théorie des revêtements
Il y a équivalence entre les sous-groupes à conjugaison près du groupe fondamental et les revêtements à isomorphisme près. Dans cette équivalence, les sous-groupes normaux correspondent aux revêtements galoisiens.
En théorie des revêtements, on montre que si l'espace admet un revêtement simplement connexe (en particulier si l'espace est semi-localement simplement connexe c'est-à-dire si l'espace n'est pas trop « sauvage », par exemple s'il est localement contractile) son groupe fondamental est isomorphe au groupe des automorphismes d'un de ses revêtements universels.

## Méthodes de calcul et applications

### Théorème de van Kampen
Calculer le groupe fondamental d'un espace topologique qui n'est pas simplement connexe est un exercice difficile, car il faut prouver que certains lacets ne sont pas homotopes. Le théorème de van Kampen, également appelé théorème de Seifert-Van Kampen, permet de résoudre ce problème lorsque l'espace topologique peut être décomposé en des espaces plus simples dont les groupes fondamentaux sont déjà connus. Ce théorème permet de calculer le groupe fondamental d'un éventail très large d'espaces.
Ce théorème dit que si deux sous-espaces de X, tous les deux ouverts ou tous les deux fermés, contiennent un point x et ont une intersection connexe par arcs, le groupe fondamental de la réunion des deux espaces pointés en x est la somme amalgamée (dans la catégorie des groupes) des groupes fondamentaux en x des deux espaces, l'amalgame se faisant le long du groupe fondamental de leur intersection.

### Théorème du cône et groupe fondamental des espaces projectifs
On définit le cône d'un espace topologique X comme l'espace quotient
du produit de X par l'intervalle unité I = [0, 1].
(Si X est un cercle, on obtient une partie d'un cône de révolution.)
Tout cône C(X) est simplement connexe (car contractile).
On a une inclusion canonique X = X × {1} ⊂ C(X).
Si f : X → Y est une application continue entre deux espaces topologiques, on définit le cône C(f) de l'application f comme le quotient de la réunion disjointe C(X)⊔Y par l'identification de chaque élément x de X ⊂ C(X) avec son image f(x) dans Y.
Exemples : si f est l'application de degré 2 dans le cercle : S1 → S1, z ↦ z2, on obtient C(f) = P2(ℝ), le plan projectif réel. Plus généralement, pour n ≥ 1, si f est la projection canonique de la sphère Sn–1 sur l'espace projectif réel Pn–1(ℝ), C(f) = Pn(ℝ).
Le théorème du cône affirme que si X est connexe par arcs, le groupe fondamental de C(f) est isomorphe au quotient de π1(Y) par le normalisé (en) du sous-groupe de π1(Y) image de f✻.
Application : les espaces projectifs Pn(ℝ) pour n ≥ 2 ont des groupes fondamentaux isomorphes à ℤ/2ℤ.

### Groupe fondamental des graphes, des surfaces et des polyèdres
- Le groupe fondamental d'un graphe connexe est un groupe libre (voir Théorème de Nielsen-Schreier).
- Le groupe fondamental d'un polyèdre admet une présentation par générateurs et relations, une relation étant fournie par chacune des faces du polyèdre.
- Le groupe fondamental d'une surface compacte orientable de genre g admet une présentation avec 2g générateurs a1, b1, … , ag, bg et une seule relation [a1, b1] … [ag, bg] = 1 (on peut aussi choisir la présentation a1…agb1…bga1−1…ag−1b1−1…bg−1 = 1).

### Théorie des nœuds
En théorie des nœuds, on cherche à distinguer les nœuds non isotopes. Le groupe fondamental du complément d'un nœud fournit un invariant de nœuds, qui permet de distinguer certains d'entre eux.

## Généralisations

### Groupoïde fondamental (ou groupoïde de Poincaré)
Une catégorie est appelée un groupoïde si les objets et les flèches forment un ensemble (c'est une petite catégorie) et si toutes les flèches sont inversibles (sont des isomorphismes). Les groupoïdes forment une catégorie dont les morphismes sont les foncteurs entre groupoïdes.
Les groupes sont des groupoïdes avec un seul objet, les flèches étant les éléments du groupe.
Soit G un groupoïde, on définit la relation d'équivalence x ≡ y si l'ensemble G(x,y) des morphismes de x vers y est non vide. L'ensemble quotient (dont les objets sont les classes d'équivalences) est noté π0(G). Si f est un morphisme de groupoïdes, f est compatible avec la relation d'équivalence ≡. Par passage au quotient, π0 définit un foncteur (le foncteur composantes connexes) de la catégorie des groupoïdes vers la catégorie des ensembles.
Soit G un groupoïde, et x un objet de G (on dit aussi un point de G). La loi de composition entre les flèches de G(x, x) restreinte à ce sous-groupoïde est une loi de groupe. On note π1(G, x) ce groupe.
À chaque espace topologique X, on associe de façon fonctorielle un groupoïde πX : on prend pour ensemble d'objets πX l'ensemble sous-jacent à X. Les flèches de source x et de but y sont les classes d'homotopie des chemins (= arcs continus) de x vers y. La relation d'homotopie est compatible avec la composition des chemins et définit donc un groupoïde πX appelé le groupoïde fondamental de X.
Le théorème de van Kampen s'exprime également simplement en utilisant les groupoïdes fondamentaux.
Le groupe fondamental est défini par

### Groupes d'homotopie supérieurs
Le groupe fondamental est en fait le premier groupe d'homotopie, d'où l'indice 1 dans la notation π1(X).

### Groupe fondamental et géométrie algébrique
Dans la théorie des revêtements d'un espace X, on définit la fibre d'un revêtement πE : E → X au point p comme l'ensemble πE−1(p) qui est aussi noté E(p). La correspondance E ↦ E(p) définit un foncteur de la catégorie des revêtements de base (X, p), dans la catégorie des ensembles.
Le groupe fondamental peut être défini de manière abstraite comme le groupe des automorphismes du foncteur fibre, qui, à un revêtement de base (X, p), associe E(p).
Cette définition alternative ouvre la voie à la généralisation en géométrie algébrique, où la définition donnée précédemment en termes de lacets de base p ne s'applique pas naturellement. Dans cette généralisation, les revêtements étant remplacés par les morphismes étales finis: le groupe fondamental de l'espace pointé (X, p) est le groupe des automorphismes du foncteur fibre qui, à un morphisme étale fini E → X, associe la fibre E(p) au point p. Cette généralisation est due à Alexandre Grothendieck et Claude Chevalley.
Cette théorie permet d'expliquer le lien entre la théorie de Galois des revêtements des surfaces de Riemann (groupe d'automorphismes…) et la théorie de Galois des corps de fonctions.